# Oldřich Vojíř
Oldřich Vojíř (* 13. srpna 1961 Most) je český politik, v 90. letech 20. století a v první dekádě 21. století poslanec Poslanecké sněmovny za ODS.

## Biografie
Vystudoval Pedagogickou fakultu v Ústí nad Labem a později ještě Dopravní fakultu Jana Pernera Univerzity Pardubice. Pracoval jako učitel na Střední škole ekonomické v Mostu. V období let 1992-1996 byl ředitelem Středního odborného učiliště Meziboří.
Ve volbách v roce 1996 byl zvolen do poslanecké sněmovny za ODS (volební obvod Severočeský kraj). Mandát obhájil ve volbách v roce 1998, volbách v roce 2002 a volbách v roce 2006. Ve sněmovně setrval do voleb v roce 2010. V letech 1996-1998 byl členem sněmovního výboru pro veřejnou správu, regionální rozvoj a životní prostředí, pak v letech 1998-2010 členem hospodářského výboru (v letech 2002-2006 jeho místopředsedou, pak od roku 2006 do roku 2010 předsedou). V období let 2003-2006 rovněž zasedal v organizačním výboru sněmovny. V letech 2000-2002 zastával funkci místopředsedy poslaneckého klubu ODS, v letech 2002-2004 byl 1. místopředsedou a v roce 2006 2. místopředsedou klubu. Ve volbách v roce 2010 již do sněmovny nekandidoval.
V komunálních volbách roku 1994 a komunálních volbách roku 1998 byl zvolen do zastupitelstva města Most za ODS.
V době tzv. opoziční smlouvy se stal v červenci 2000 členem představenstva státní energetické společnosti ČEZ a prostřednictvím sporného opčního programu na nákup akcií vydělal miliony korun.
Společně se skupinou poslanců ODS, ČSSD a KSČM podal v roce 2006 návrh novely zákona o ochraně přírody a krajiny, kterou některé nevládní organizace kritizovaly jako pokus vyloučit občanská sdružení z účasti ve správních řízeních. Vojíř návrh obhajoval s tím, že zamezí obstrukcím u některých klíčových staveb dopravní infrastruktury.
V souvislosti s kauzou Polygon Most byl médii obviňován ze střetu zájmů. Kritici totiž poukazovali na výlučné postavení, které legislativa přiřkla mosteckému polygonu při opravných jízdách řidičů.
V prosinci 2007 se stal předsedou dozorčí rady dopravní společnosti ČD Cargo. V roce 2009 s ním ministr dopravy Gustav Slamečka uzavřel dohodu, že Vojíř vrátí všechny peníze, které za členství v dozorčí radě ČD Cargo získal. Právní rozbor ministerstva totiž došel k závěru, že jde u poslance o střet zájmů. Vojíř se původně hájil tím, že ČD Cargo není státní firmou. Jako člen a předseda dozorčí rady ČD Cargo skončil v srpnu 2010.
V roce 2013 odešel z ODS, strana podle něj byla nečinná a apatická.